# Itziar Okariz
Itziar Okariz, född 21 april 1965 i San Sebastián, är en spansk performancekonstnär bosatt i New York.
Okariz är, för den svenska publiken, mest känd för att hennes föreställning under MADE-festivalen i Umeå 2007 bestod av att hon stående kissade på golvet. Under framförandet, som ägde rum på Norrlandsoperan den 9 maj 2007, skyndade konstnären Dorinel Marc fram med en röd dampotta och fångade upp urinen. Okariz och två åskådare försökte hindra honom, men misslyckades. När Okariz slutat urinera tackade Marc henne, doppade fingrarna i urinen för att sedan lukta och smaka på den. Marc förklarade därefter att urinen "smakade konst" och erbjöd åskådarna att smaka själva. Festivalens dramaturg Tina Eriksson-Fredriksson beskrev Okarizs performance som "ett starkt konstverk". Framförandet ingår i videoverket Mear en espacios públicos o privados / Peeing in Public or Private Spaces.